# Thomas Flohr

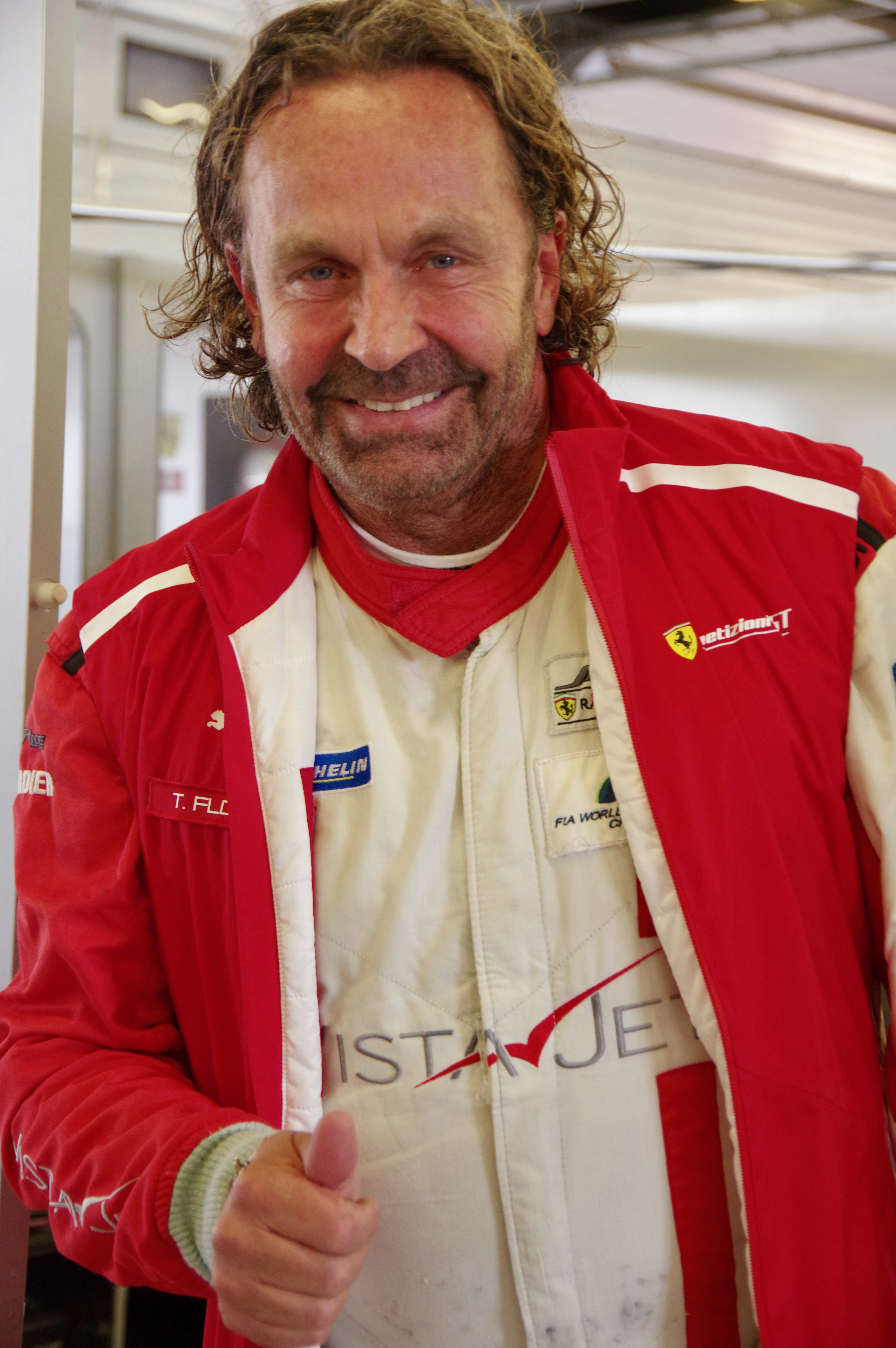
Thomas Flohr (2019 in Silverstone)

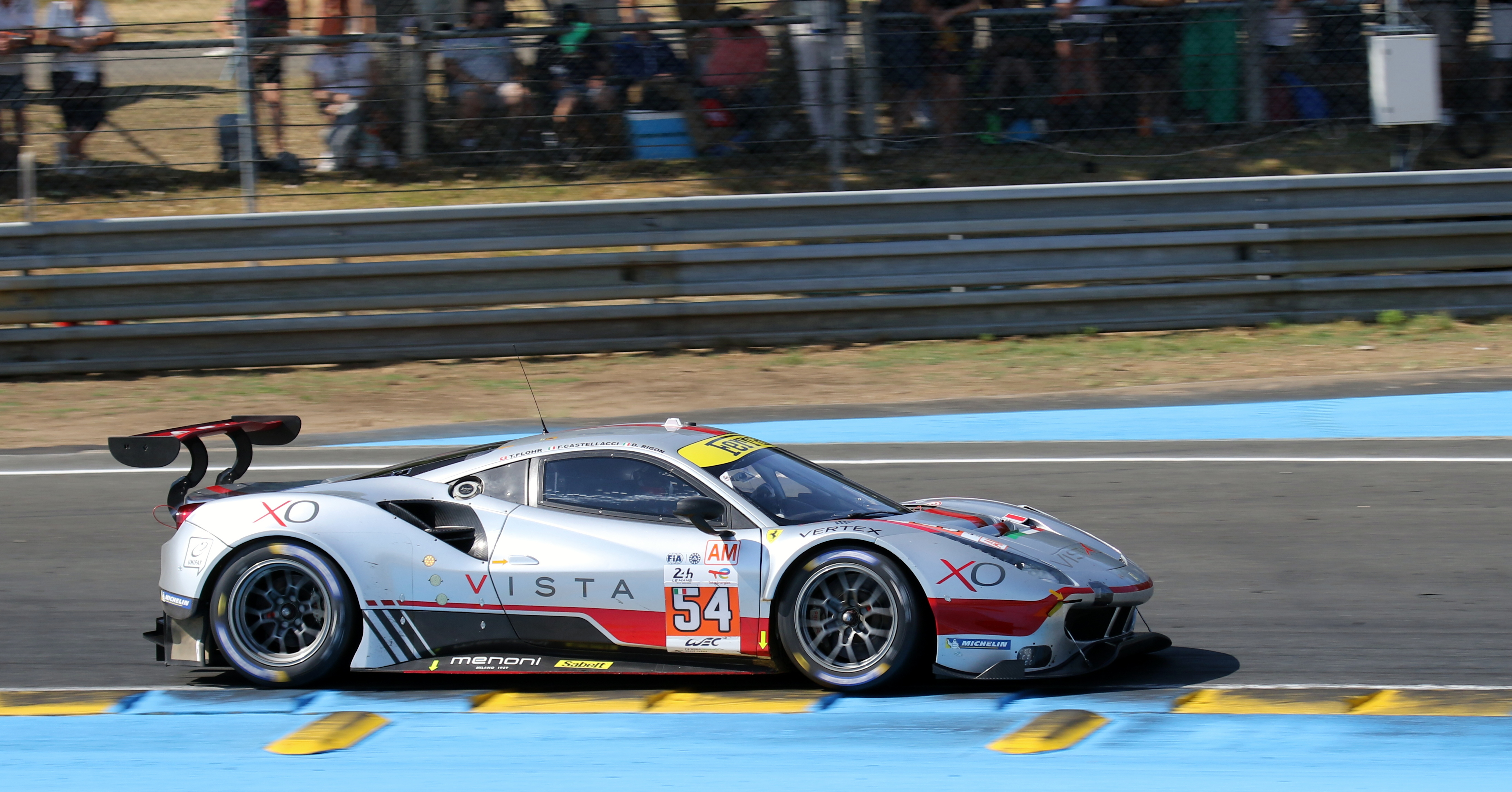
Der Ferrari 488 GTE Evo von Thomas Flohr, Francesco Castellacci und Davide Rigon beim 24-Stunden-Rennen von Le Mans 2023

Thomas Flohr (* 17. März 1960 in St. Moritz) ist ein Schweizer Geschäftsmann und Autorennfahrer, sowie Gründer und Vorsitzender der Privatfluggesellschaft VistaJet. Im März 2018 gab das Wirtschaftsmagazin Forbes sein Privatvermögen mit 2,3 Milliarden US-Dollar an. Im März 2019 war er wieder von dieser Liste verschwunden.

## Frühe Jahre
Flohr wurde im Jahr 1960 als Sohn eines Lehrers in der Schweiz geboren. Nach dem Schulabschluss bewarb er sich erfolglos bei der Lufthansa in Hamburg für eine Ausbildung zum Piloten. Außerdem studierte er Wirtschafts- und Politikwissenschaften an der Ludwig-Maximilians-Universität München.

## Unternehmer
Von 1985 bis in die frühen 2000er-Jahre arbeitete er im Bereich Finanzen beim Technologieunternehmen Comdisco. 1995 wurde er der Vorsitzende der europäischen Abteilung der Firma, ab 1999 war er globaler Präsident der Finanzabteilung. Später kaufte er den grössten Teil der europäischen Aktivitäten von Comdisco über seine in der Schweiz ansässige Gruppe Comprendium Investment auf, die er immer noch kontrolliert.
2003 erwarb er seinen ersten Bombardier Learjet 60.
Im Jahr 2016 wurde Flohr, der jedes Jahr mehr als 800 Stunden in der Luft verbringt, von The Living Legends of Aviation zum Unternehmer des Jahres gekürt.

## Persönliches
Aktuell lebt er in St. Moritz in der Schweiz. Eines seiner größten Hobbys ist der Rennsport. So tritt er zum Beispiel bei der East African Safari Rally, de 24 Stunden von Le Mans und in der FIA-Langstrecken-Weltmeisterschaft an. Des Weiteren ist er ein Sponsor der Scuderia Ferrari. Auch sammelt er gerne Kunst, zum Beispiel von den Künstlern Jeff Koons, Keith Haring und Sterling Ruby.
Flohr war mit Katharina Flohr (geborene Konecny), der ehemaligen kreativen Direktorin des House of Fabergé sowie Autorin der Russian Vogue, verheiratet. Die beiden haben eine gemeinsame Tochter, Nina, welche früher Vorstandsmitglied der VistaJet war; am 12. Dezember 2020 heiratete sie Prinz Philippos von Griechenland und Dänemark.

## Statistik

### Le-Mans-Ergebnisse
| Jahr | Team           | Fahrzeug            | Teamkollege           | Teamkollege          | Platzierung | Ausfallgrund    |
| ---- | -------------- | ------------------- | --------------------- | -------------------- | ----------- | --------------- |
| 2017 | Spirit of Race | Ferrari 488 GTE     | Francesco Castellacci | Olivier Beretta      | Rang 41     |                 |
| 2018 | Spirit of Race | Ferrari 488 GTE     | Francesco Castellacci | Giancarlo Fisichella | Rang 26     |                 |
| 2019 | Spirit of Race | Ferrari 488 GTE     | Francesco Castellacci | Giancarlo Fisichella | Rang 43     |                 |
| 2020 | AF Corse       | Ferrari 488 GTE Evo | Francesco Castellacci | Giancarlo Fisichella | Rang 39     |                 |
| 2021 | AF Corse       | Ferrari 488 GTE Evo | Francesco Castellacci | Giancarlo Fisichella | Rang 39     |                 |
| 2022 | AF Corse       | Ferrari 488 GTE Evo | Francesco Castellacci | Nick Cassidy         | Rang 39     |                 |
| 2023 | AF Corse       | Ferrari 488 GTE Evo | Francesco Castellacci | Davide Rigon         | Rang 31     |                 |
| 2024 | Vista AF Corse | Ferrari 296 GT3     | Francesco Castellacci | Davide Rigon         | Ausfall     | Unfall          |
| 2025 | Vista AF Corse | Ferrari 296 GT3     | Francesco Castellacci | Davide Rigon         | Ausfall     | Getriebeschaden |

### Einzelergebnisse in der FIA-Langstrecken-Weltmeisterschaft
| Saison  | Team                    | Rennwagen       | 1   | 2   | 3   | 4   | 5   | 6   | 7   | 8   | 9   |
| ------- | ----------------------- | --------------- | --- | --- | --- | --- | --- | --- | --- | --- | --- |
| 2017    | Spirit of Race          | Ferrari 488 GTE | SIL | SPA | LEM | NÜR | MEX | AUS | FUJ | SHA | BAH |
| 2017    | Spirit of Race          | Ferrari 488 GTE | DNF | 28  | 41  | 23  | 24  | 23  | 19  | DNF | 23  |
| 2018/19 | Spirit of Race          | Ferrari 488 GTE | SPA | LEM | SIL | FUJ | SHA | SEB | SPA | LEM |     |
| 2018/19 | Spirit of Race          | Ferrari 488 GTE | 30  | 26  | 26  | 27  | 25  | 21  | 28  | 43  |     |
| 2019/20 | Spirit of Race AF Corse | Ferrari 488 GTE | SIL | FUJ | SHA | BAH | AUS | SPA | LEM | BAH |     |
| 2019/20 | Spirit of Race AF Corse | Ferrari 488 GTE | 26  | 24  | 26  | 23  | 26  | 21  | 39  | 16  |     |
| 2021    | Spirit of Race AF Corse | Ferrari 488 GTE | SPA | POR | MON | LEM | BAH | BAH |     |     |     |
| 2021    | Spirit of Race AF Corse | Ferrari 488 GTE | 23  | 20  | 25  | 39  | 24  | 25  |     |     |     |
| 2022    | AF Corse                | Ferrari 488 GTE | SEB | SPA | LEM | MON | FUJ | BAH |     |     |     |
| 2022    | AF Corse                | Ferrari 488 GTE | 30  | 24  | 39  | 30  | 26  | 29  |     |     |     |
| 2023    | AF Corse                | Ferrari 488 GTE | SEB | POR | SPA | LEM | MON | FUJ | BAH |     |     |
| 2023    | AF Corse                | Ferrari 488 GTE | 21  | 24  | DNF | 31  | 31  | 23  | 25  |     |     |
| 2024    | AF Corse                | Ferrari 296 GT3 | KAT | IMO | SPA | LEM | SAO | AUS | FUJ | BAH |     |
| 2024    | AF Corse                | Ferrari 296 GT3 | 20  | 29  | 21  | DNF | 32  | DNF | 13  | 21  |     |
| 2025    | AF Corse                | Ferrari 296 GT3 | KAT | IMO | SPA | LEM | SAO | AUS | FUJ | BAH |     |
| 2025    | AF Corse                | Ferrari 296 GT3 | 25  | 23  | 17  | DNF | 28  |     |     |     |     |